# Ектако
ECTACO — компанія, що займається розробкою та виробництвом приладів та програмного забезпечення для розпізнавання мови і штучного перекладу.

## Технології розпізнавання мови
ECTACO (ECTACO Inc. — East-Coast Trading American Company Incorporated) є однією з перших компаній, котра почала займатися розвитком технологій розпізнавання мови в сфері штучного перекладу. Разом із DARPA (агентство передових оборонних дослідницьких проектів США) ЕКТАКО розробила технології котрі використовуються в роботі таких організацій як НАТО, ООН та ОБСЄ, і таких державних структур США як Армія США, ФБР, Міністерство Оборони, Секретні Служби, Міністерство Охорони Здоров'я, Пошта і Шпиталі Нью-Йорку. Особливо активною співпраця була в 2004—2006. Пристрої ЕКТАКО використовувалися також у війні в Іраку (див. Війна в Іраку).
Унікальність розпізнавання мови від ЕКТАКО полягала в можливості спілкування між державними структурами США та неангломовним населенням, особливо в конфліктних зонах (тобто, можливість не тільки передавати повідомлення англійською, котре перекладалося б на іншу мову, але й перекладати відповідь, котра слідувала), чого інші технології того часу не передбачали, а також незалежність якості перекладу від мовних особливостей (акценту, діалекту тощо) мовця.

## Заснування
Компанія ЕКТАКО була заснована восени 1989 р. в Нью-Йорку Давидом Любайницьким, емігрантом із Санки-Петербургу (Росія). Початково фірма займалася перепродажем електронних словників інших виробників. У 1990 р. компанія почала розробку та виробництво власників словників. Російсько- та польськомовні іммігранти в США стали першою цільовою аудиторією. Спочатку електронні словники ЕКТАКО підтримували англо-російський, англо-польський, а згодом і англо-німецький переклад. У цей час компанія розробила технології для перекладу 220-и мов світу.

## Центри розробок
У 1998 був відкритий центр програмного забезпечення ЕКТАКО в Санкт-Петербурзі (Росія). Головою центра було призначено Антон Єпіфанова, віцепрезидента компанії. Центр розвив близько 300 моделей із підтримкою 47 мов, а в 2000 р. почав працювати над технологіями розпізнавання мови. У 2002 р. з'явилася перша комерційна модель для перекладу шляхом розпізнаванням мови. У співпраці із агентством передових оборонних дослідницьких проектів (DARPA) ЕКТАКО розробила багатомовний прилад на базі технології ASR (Advanced Speech Recognition).
На основі центру в 2004 р. було створено LingvoSoft, бренд програмного забезпечення і дочірня компанія ЕКТАКО.
Виробництвом самих приладів (апаратного забезпечення) займається центр розробок ЕКТАКО в Гонконзі (Китай).

## Світове представництво
Головний офіс ЕКТАКО знаходиться за адресою 31-21 31st Street, Long Island City, NY. У 1993 р. ЕКТАКО відкрила свої представництва в Росії (Санкт-Петербург та Москва). Протягом 2-ох років було відкрито офіси в Німеччині (Берлін), Великій Британії (Лондон), Чехії (Прага), Канаді (Торонто), Польщі (Варшава) та Україні (Київ). У 2000 р. в Чикаго було відкрито другий офіс ЕКТАКО в США. Тепер ЄКТАКО має офіси в 16-и країнах світу.

## Бренди
- Partner® — ручний електронний перекладач і словник із розпізнаванням голосу;
- Language Teacher® — ручний електронний словник та перекладацьке програмне забезпечення;
- LingvoSoft® — перекладацьке програмне забезпечення, штучний переклад тексту, розпізнавання мови, підтримка Windows, Pocket PC, Palm OS, Symbian, SmartPhone, iPod, iPhone і т. д.;
- SpeechGuard® — ручний електронний перекладач із розпізнаванням мови, розроблений для державних служб США;
- jetBook® — універсальний прилад для читання електронних книжок;
- iTRAVL™ — ручний електронний перекладач і словник із розпізнаванням голосу;
- Universal Translator™ — багатомовний ручний електронний перекладач та програмне забезпечення;
- MorphoFinder™ — багатомовна система розпізнавання та пошуку помилок орфографії.